# Vásári József
Vásári József (1965. november 19. – 2017. augusztus 3.) magyar színész.
Főleg Hajdu Szabolcs által rendezett filmekből és színdarabokból ismerhette a közönség. Szerepelt a Tankcsapda Mennyország Tourist című videóklipjében is, amiben hentest alakított.
2017. augusztus 3-án váratlanul hunyt el a derecskei szabadúszó színész.

## Filmjei
- Aranyélet (3. évad 4. rész)
- Hacktion: Újratöltve (2013)
- Macerás ügyek (2000)
- Baki (2002)
- Szent Iván napja (2002)
- A gumiember (2003)
- Off-Hollywood (2007)
- A fekete múmia átka (2015)

## Fontosabb színházi szerepei
- Aranyszögekkel kivert hazugságok (Bartók Kamaraszínház, Stúdió "K" Színház)
- Verkli (2002, Millenáris)
- Szobalánynak Londonban (2003., Zsámbéki Színházi és Művészeti Bázis)
- Leánynéző/Leánykérés (2005, Thália Színház)